# Ernest William Brown
Ernest William Brown   (Kingston upon Hull, 29 de novembre de 1866 - New Haven, 22 de juliol de 1938) va ser un astrònom i matemàtic nord-americà d'origen anglès.

## Vida i obra
Després d'estudiar al East Riding College de Hull, va obtenir el 1884 una beca pel Christ's College de la universitat de Cambridge, en la qual va estudiar sota la direcció de George Darwin, qui el va dirigir cap a l'estudi de la obra de George William Hill sobre l'òrbita de la Lluna. A partir de llavors, el problema dels moviments de la Lluna serà el tema central de tot el treball científic de Brown.
Brown es va graduar el 1887 i va esdevenir fellow del Christ's College el 1889, el mateix any en què va ser escollit membre de la Royal Astronomical Society. El 1891, en obtenir el master, va deixar Anglaterra per anar als Estats Units d'Amèrica, on ja en el primer any va visitar els astrònoms Hill i Newcomb del American Nautical Almanac Office. Des de la seva arribada fins a 1907 va ser professor del Haverford College (Pennsilvània) i des del 1907 fins a la seva jubilació el 1932 ho va ser de la Universitat Yale (Connecticut).
Els treballs més originals de Brown versen sobre les pertorbacions planetàries del moviment de la Lluna, un dels més difícils temes de la mecànica celeste. El seu treball més rellevant, calculat amb l'ajuda de Henry B. Hedrick, són les Tables of the Motion of the Moon (Taules del moviment de la Lluna), publicades per les universitats de Cambridge i Yale el 1919.